# November 4.
November 4. az év 308. (szökőévben 309.) napja a Gergely-naptár szerint. Az évből még 57 nap van hátra.
Névnapok: Károly + Berill, Életke, Ellina, Florinda, Karla, Karlotta, Karola, Karolin, Karolina, Karolt, László, Lina, Linett, Linetta, Modeszta, Mózes, Oguz, Sarlott, Sarolta, Vitális

## Események
- 1083 – Imre herceget szentté avatják.
- 1527 – Jagelló Annát, Ferdinánd feleségét Podmaniczky István nyitrai püspök magyar királynévá koronázza.
- 1531 – A berzencei egyezség, amelyben több magyar főúr megfogadja, hogy minden eszközzel megvédelmezik egymást.[1]
- 1582 – A kozákok meghódítják Szibériát Oroszország részére (iszkeri csata)
- 1846 – Benjamin Palmer szabadalmaztatja a műlábat.
- 1866 – Az Olasz Királyság annektálja Velencét, ezzel megszűnik a Lombard–Velencei Királyság.
- 1876 – Bemutatják Johannes Brahms 1.Szimfóniáját Karlsruheben.
- 1878 – A Zirc-Pilis-Pásztó apátsághoz kötik a szentgotthárdi apátságot.
- 1880 – Daytonban (Ohio, USA) James és John Ritty szabadalmaztatja a pénztárgépet.
- 1890 – Szentpétervárott bemutatják Borogyin „Igor herceg” című operáját, melyet a szerző 1887-ben bekövetkezett halála miatt Nyikolaj Andrejevics Rimszkij-Korszakov és Alekszandr Konsztantyinovics Glazunov fejezett be.
- 1916 – Befejeződik a kilencedik isonzói csata az olasz és a Monarchia csapatai között.
- 1922 – Howard Carter brit régész megtalálja a Tutanhamon sírjához vezető első nyomot.
- 1942 – Erwin Rommel kiadja a visszavonulási parancsot El Alameinnél.
- 1944 – Bukarestben Constantin Sănătescu tábornok megalakítja második kormányát.
- 1944 – Felrobban a forgalommal zsúfolt Margit híd pesti szakasza. Több jármű, köztük egy villamos szerelvény a Dunába zuhan. Sok járókelő és utas életét veszti. (A híd budai szakaszát 1945. január 30-án robbantják fel a németek).
- 1945 – Magyarországon a parlamenti választásokon a Független Kisgazdapárt abszolút többséget szerez, ennek ellenére koalíciós kormány alakul.
- 1945 – Megalakul az UNESCO.
- 1948 – T. S. Eliot megkapja az irodalmi Nobel-díjat.
- 1952 – Dwight D. Eisenhower lesz az Egyesült Államok 34. elnöke.
- 1956 – Izraeli támadás a Szuezi-csatorna ellen.
- 1956 – A szovjet csapatok megszállják Magyarországot, Nagy Imre a jugoszláv követségre menekül, Mindszenty bíboros az amerikai nagykövetségre, a Parlamentben Bibó István marad egyedül, ő képviseli a Magyar kormány jogfolytonosságát. Elhangzik Kádár felhívása az ungvári rádióból, Nagy Imre rádiószózata a nemzethez, Bibó István kiáltványa a néphez, Bibó István üzenetet küld Dwight D. Eisenhower amerikai elnöknek az amerikai nagykövetségen keresztül, a szovjetek utasítására az ungvári rádión keresztül bejelentik a Magyar Forradalmi Munkás-Paraszt Kormány megalakulását Kádár János, Münnich Ferenc és Marosán György vezetésével, melynek elnöki tisztségét Kádár János tölti be.
- 1959 – Gyászmisét celebrálnak a magyar forradalom emlékére a kölni dómban, a limai katedrálisban, a São Pauloi Casa Pia kápolnában, Mendozában és Dél-Amerika szinte minden jelentősebb városában.
- 1966 – Aláírják az amerikai-szovjet egyezményt Washingtonban a két ország közötti közvetlen légi összeköttetés létesítéséről.
- 1966 – Vihardagály következtében Velence belvárosa víz alá kerül. Ez a város történetének eddigi legmagasabb árvize (194 cm).[2]
- 1966 – Firenze történelmi belvárosát elönti az Arno folyó, súlyos károkat okozva.[3]
- 1971 – Magyarországon módosítják és kiegészítik a Büntető törvénykönyvet: a bűncselekményeket társadalmi veszélyességük szempontjából vétségekre és bűncselekményekre osztják, és visszaállítják az életfogytiglani börtönbüntetést.
- 1977 – Az ENSZ fegyverszállítási embargót rendel el a Dél-afrikai Köztársaság ellen, ez az első kötelező szankció egy tagállam ellen.
- 1979 – A iráni túszdráma kezdete: iszlám radikális csoportok megszállják az amerikai nagykövetséget.
- 1980 – Ronald Reagan győz az amerikai elnökválasztáson és ő lesz az Egyesült Államok 40. elnöke.
- 1981 – A Magyar Népköztársaság felvételét kéri a Nemzetközi Valutaalapba (IMF) és a Nemzetközi Újjáépítési és Fejlesztési Bankba (Világbank).
- 1984 – Nicaraguában 56 év után szabad választásokat tartanak, a szandinisták győztek 63%-kal.
- 1989 – Az utolsó nagy tüntetés az NDK-ban a határmegnyitás előtt.
- 1991 – Elfogadják a később alkotmányellenesnek bizonyuló ún. Zétényi–Takács-féle igazságtételi törvényjavaslatot, amely bizonyos esetekben visszamenőleges hatállyal megszünteti néhány súlyos bűncselekmény elévülését. A Fidesz és az MSZP képviselői a törvény ellen szavaznak, az SZDSZ képviselőinek többsége tartózkodik.
- 1991 – Ronald Reagan megnyitja saját elnöki könyvtárát Simi Valley-ban (Kalifornia). A megnyitón részt vesz George H. W. Bush, Jimmy Carter, Gerald Ford és Richard Nixon is. Ez volt az első eset, hogy 5 amerikai elnök találkozott egymással.
- 1994 – Magyarországon a rendőrség letartóztatja az Agrobank Rt. vezetőit.
- 1998 – Magyarország nevében Martonyi János átveszi Strasbourgban Görögországtól az ET Miniszteri Tanácsának soros elnöki tisztjét.
- 2007 – Talmácsi Gábor A MotoGP 125 cm³-es kategóriájában világbajnok.
- 2007 – Nicolas Sarkozy francia elnök egynapos látogatásra Csádba érkezik, ahol Idriss Déby Itno csádi államfővel tárgyal. A tárgyalást követően, azzal a három francia újságíróval és négy spanyol légikísérővel hagyja el az országot elnöki különgépén, akiket – október 25-én vettek őrizetbe és – csádi gyerekek Franciaországba történő csempészetével vádoltak meg.
- 2008 – Barack Obama győz az amerikai elnökválasztáson és ő lesz lesz az Egyesült Államok 44. és egyben első afroamerikai elnöke.

## Sportesemények
Formula–1
- 1990 –  ausztrál nagydíj, Adelaide - Győztes: Nelson Piquet  (Benetton-Ford)
- 2012 –  abu dhabi nagydíj, Abu Dhabi - Győztes: Kimi Räikkönen  (Lotus-Renault)
- 2007 – Talmácsi Gábor  világbajnoki címet szerez a MotoGP sorozat 125cc-s kategóriájában.

## Születések
- i. e. 90 – III. Paserienptah egyiptomi főpap
- 1448 – II. Alfonz nápolyi király († 1495)
- 1470 – V. Eduárd angol király IV. Eduárd fia († 1483)
- 1590 – Gerard van Honthorst holland festő († 1654)
- 1751 – Brezanóczy Ádám magyar jezsuita rendi szerzetes, jogász, egyetemi tanár († 1832)
- 1760 – Görög Demeter magyar író, szerkesztő, kultúrpolitikus, kartográfus, akadémikus († 1833)
- 1772 – Csizmazia Sándor magyar ügyvéd, író († 1860)
- 1787 – Edmund Kean angol drámai színész († 1833)
- 1790 – Árvay Gergely premontrei szerzetes, kanonok († 1872)
- 1803 – Gonzeczky János tábori lelkész, az 1848–49-es forradalom és szabadságharc vértanúja († 1849)
- 1814 – Erdősi Imre piarista szerzetes, pedagógus, az 1848–49-es szabadságharcban tábori lelkész († 1890)
- 1814 – Bod Károly magyar gazdálkodó († 1885)
- 1828 – Abt Antal magyar fizikus, fizikatanár († 1902)
- 1849 – Lóczy Lajos geográfus, földrajztudós, egyetemi tanár, az MTA tagja († 1920)
- 1851 – Déchy Mór magyar geográfus, földrajztudós, alpinista, utazó († 1917)
- 1853 – Vargha Gyula magyar költő, műfordító, statisztikus, az MTA tagja († 1929)
- 1862 – Thomán István magyar zongoraművész és zongorapedagógus († 1940)
- 1867 – Kapoli Antal Kossuth-díjas magyar faragó pásztor, a népművészet mestere († 1957)
- 1868 – Carolina Otero, spanyol származású franciaországi táncosnő, színésznő és kurtizán († 1965)
- 1868 – Rigler Gusztáv magyar orvos, egyetemi tanár, a magyar közegészségtan nagy alakja († 1930)
- 1871 – William Hammond Wright amerikai csillagász († 1959)
- 1872 – Barbu Știrbey román kormányfő († 1946)
- 1873 – Papp Károly geológus, egyetemi tanár, az MTA levelező tagja († 1963)
- 1880 – Pór Bertalan Kossuth-díjas, Munkácsy Mihály-díjas magyar festőművész, kiváló művész († 1964)
- 1895 – Olcsai-Kiss Zoltán Kossuth- és Munkácsy Mihály-díjas magyar szobrász, érdemes művész († 1981)
- 1900 – Luigi Lucioni olasz származású amerikai festő († 1998)
- 1903 – Farkas Ferenc magyar banktisztviselő, politikus, Nagy Imre kormányának tagja († 1966)
- 1907 – Bartha Károly olimpiai bronzérmes úszó († 1991)
- 1908 – Józef Rotblat lengyel származású Nobel-békedíjas brit fizikus († 2005)
- 1909 – Lükő Gábor Kossuth-díjas magyar néprajzkutató, szociálpszichológus († 2001)
- 1913 – Ságvári Endre magyar jogász, antifasiszta ellenálló († 1944)
- 1916 – Ruth Handler (sz. Ruth Mosko) amerikai vállalkozó, a Barbie baba megalkotója († 2002)
- 1919 – Martin Balsam Oscar-díjas amerikai színész († 1996)
- 1921 – Andrew Mattei Gleason amerikai matematikus († 2008)
- 1922 – Tupua Leupena Tuvalu főkormányzója († 1996)
- 1927 – Karsai Lucia Balázs Béla-díjas magyar műfordító († 1984)
- 1932 – Thomas Klestil osztrák diplomata, szövetségi államelnök († 2004)
- 1940 – Losonczy Ariel magyar színésznő
- 1945 – Ábrahám István magyar színész († 2002)
- 1946 – Robert Mapplethorpe amerikai fotóművész († 1989)
- 1950 – Kuncze Gábor magyar politikus, az SZDSZ egykori elnöke
- 1951 – Traian Băsescu Románia elnöke
- 1953 – Jacques Sr Villeneuve (Jacques-Joseph Villeneuve) kanadai autóversenyző
- 1965 – Pata (Isizuka Tomoaki) japán zenész, az X Japan együttes gitárosa
- 1969 – Matthew McConaughey Oscar-díjas amerikai színész
- 1969 – P. Diddy amerikai rapper
- 1971 – Gregory Porter Grammy-díjas, amerikai énekes
- 1972 – Luís Figo portugál labdarúgó
- 1974 – Louise (Louise Elizabeth Redknapp) brit énekesnő, médiaszemélyiség
- 1974 – Rába Roland Jászai Mari-díjas magyar színész, rendező
- 1978 – Décsei Atilla Lehel erdélyi magyar politikus, az RMDSZ Beszterce-Naszód megyei elnöke
- 1982 – Kamila Skolimowska lengyel kalapácsvetőnő, olimpiai bajnok († 2009)
- 1984 – Ayila Yussuf nigériai labdarúgó
- 1985 – Marcell Jansen német labdarúgó
- 1994 – Iolanda Costa, portugál énekesnő, zeneszerző
- 2008 – Barabás Lujza magyar festőművész

## Halálozások
- 1781 – Johann Nikolaus Götz német költő (* 1721)
- 1842 – Hanusfalvi Petrich András császári és királyi magyar altábornagy, katonai térképész, festőművész (* 1765)
- 1847 – Felix Mendelssohn Bartholdy német zeneszerző (* 1809)
- 1854 – Batthyány Kázmér magyar politikus, miniszter (* 1807)
- 1856 – Paul Delaroche francia festőművész (* 1797)
- 1859 – Szilasy János magyar teológiai doktor, egyetemi tanár, nagyváradi kanonok, az MTA tagja (* 1795)
- 1862 – Bémer László nagyváradi püspök (* 1784)
- 1896 – Orbán József magyar pedagógus (* 1818)
- 1903 – Ponori Thewrewk Árpád magyar irodalomtörténész, kritikus (* 1838)
- 1907 – Biczó Géza magyar festőművész, grafikus (* 1853)
- 1918 – Wilfred Owen angol költő (* 1893)
- 1924 – Gabriel Fauré francia zeneszerző (* 1845)
- 1926 – Albin Egger-Lienz tiroli osztrák festőművész (* 1868)
- 1944 – Kabos Endre olimpiai bajnok magyar vívó (* 1906)
- 1946 – Szombathelyi Ferenc magyar honvéd vezérezredes, vezérkari főnök (* 1887)
- 1954 – Pacha Ágoston temesvári püspök (* 1870)
- 1956 – Herhoff György géplakatos, az 1956-os forradalom békásmegyeri hősi halottja. (* 1931)
- 1966  – Nagy Ödön magyar sakkfeladvány-szerző (* 1892)
- 1968 – Horace Gould brit autóversenyző (* 1921)
- 1969 – Szabó Ferenc Kossuth-díjas magyar zeneszerző, kiváló művész (* 1902)
- 1972 – Pécsi Sándor kétszeres Kossuth-díjas magyar színész, érdemes és kiváló művész (* 1922)
- 1975 – Kanizsa Tivadar olimpiai bajnok magyar vízilabdázó, úszó, edző (* 1933)
- 1976 – Toni Ulmen (Anton Ulmen) német autóversenyző (* 1906)
- 1980 – Peter Broeker kanadai autóversenyző (* 1929)
- 1984 – Csik Ferenc magyar fotóművész (* 1894)
- 1985 – Kollár Béla magyar színész (* 1914)
- 1992 – Bágya András magyar zeneszerző, zenei rendező (* 1911)
- 1995 – Jichák Rabin Béke-Nobel-díjas izraeli miniszterelnök (* 1922)
- 2008 – Michael Crichton amerikai író (* 1942)
- 2011 – Vissy Károly meteorológus (* 1935)
- 2014 – Margitai Ági Kossuth-díjas magyar színművész (* 1937)
- 2017 – Pápai Erzsi Jászai Mari-díjas magyar színművész (* 1934)
- 2020 – Ken Hensley brit énekes, zenész, dalszövegíró (Uriah Heep) (* 1945)
- 2024 – Forgács Gábor magyar színész, humorista (* 1947)

## Nemzeti ünnepek, emléknapok, világnapok
→Sablonvita:Ünnepek/11-04:
- Nemzeti gyásznap Magyarországon az 1956-os forradalom leverésének emlékére[4]
- Panama: Nemzeti jelképek napja
- Dominikai Köztársaság: a népi választás napja
- Oroszország: nemzeti egység napja (День народного единства) (az 1612-es felkelés emlékére)[5]
- Kazanyi Miasszonyunk napja Oroszországban[5]
- Borromeo Szent Károly milánói érsek emléknapja a katolikus egyházban (a halálát követő napon)[6]